# Schloss Heinsheim

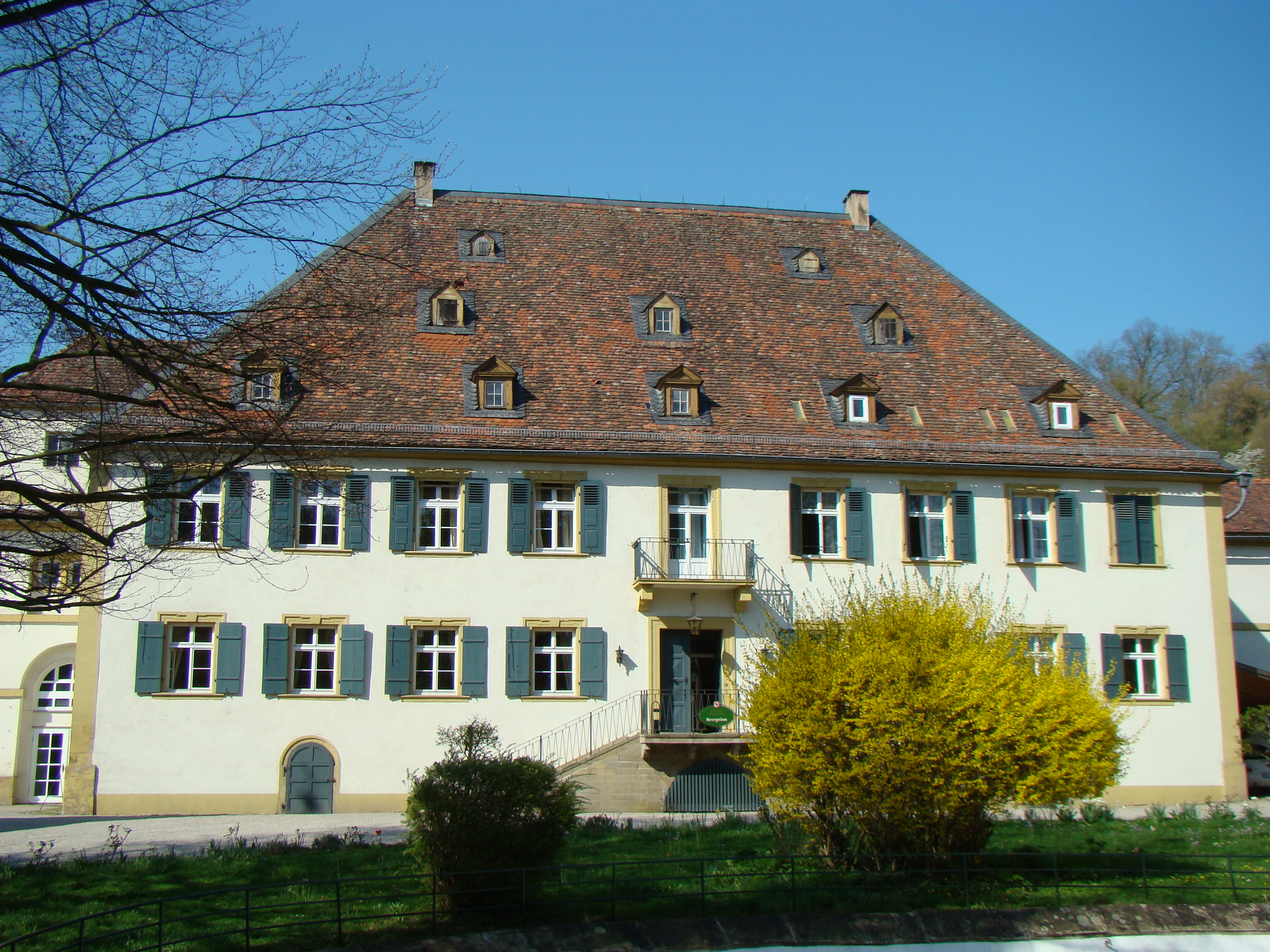
Schloss Heinsheim

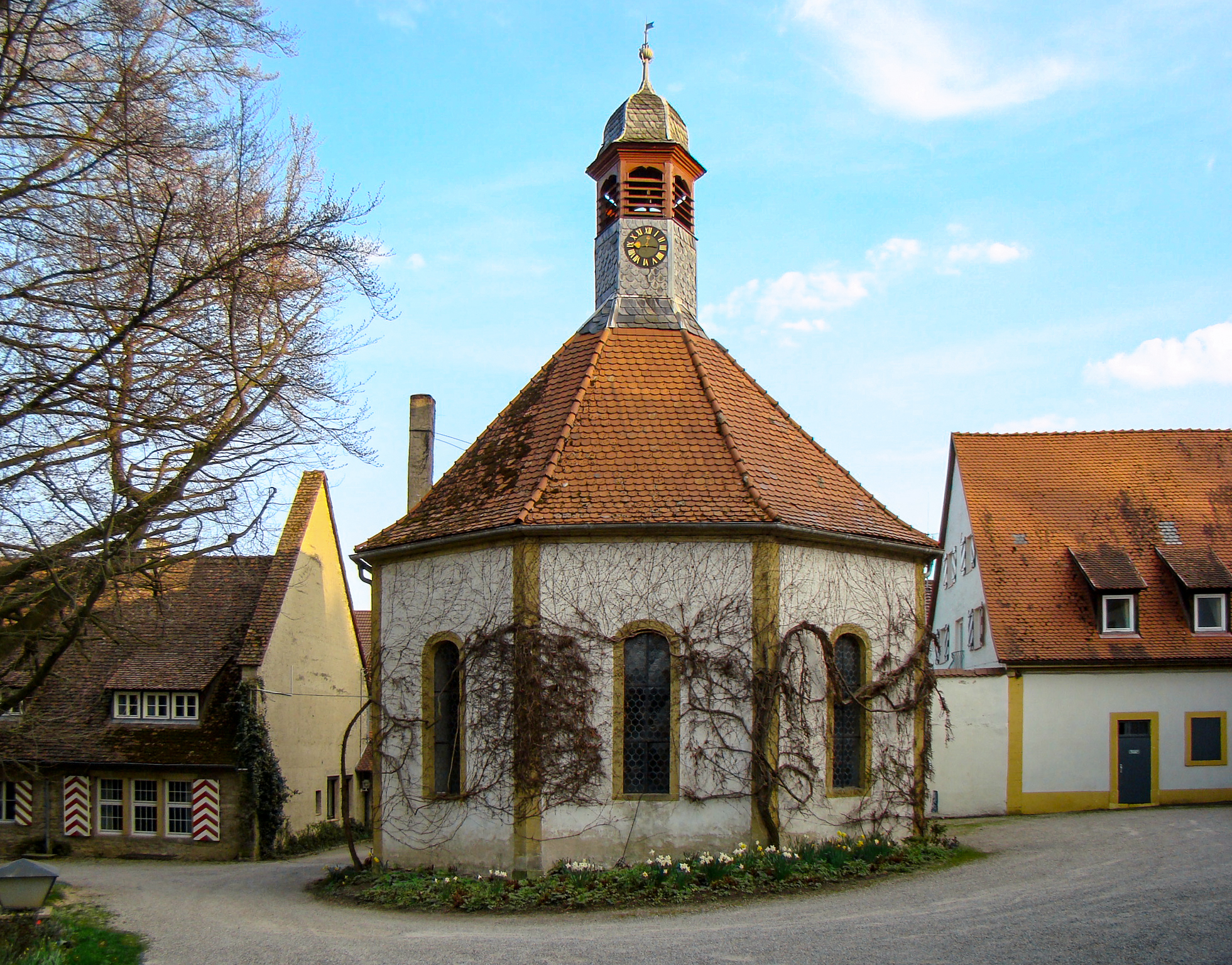
Schlosskapelle

Schloss Heinsheim ist ein aus dem 18. Jahrhundert stammendes Schloss in Heinsheim, einem Stadtteil von Bad Rappenau im Landkreis Heilbronn im nördlichen Baden-Württemberg.

## Geschichte
Der ursprüngliche Herrensitz in Heinsheim ist die außerhalb des Ortes gelegene Burg Ehrenberg, die jedoch im Dreißigjährigen Krieg stark beschädigt wurde. Gleichzeitig wechselte auch die Ortsherrschaft, da die Herren von Ehrenberg 1647 im Mannesstamm ausstarben. Die nachfolgenden Ortsherren verlegten ihren Wohnsitz in den Ort und errichteten dazu wahrscheinlich eine Wasserburg, an deren Stelle um 1725 die aus der Steiermark stammenden und inzwischen als Ortsherren aufgezogenen Freiherren von Racknitz mit dem Bau des heutigen Schlosses (auch: Unteres Schloss) begannen. Vom Landgraf von Hessen erwarben die Racknitz 1805 auch noch die Burg Ehrenberg und die Hälfte des Zimmerhofs. Das Schloss wurde durch Carl Freiherr von Racknitz (1785–1868) ab 1810 durch einen parkähnlichen Garten erweitert und im 20. Jahrhundert durch Philipp von Racknitz zu einem Hotelbetrieb ausgebaut. Die Nebengebäude werden zu verschiedenen Wohn- und Gewerbezwecken genutzt. Zur Schlossanlage gehört auch eine barocke Schlosskapelle von 1706, die heute überwiegend für Hochzeitsgottesdienste genutzt wird.